# David L. Seymour
David Lowrey Seymour (* 2. Dezember 1803 in Wethersfield, Connecticut; † 11. Oktober 1867 in Lanesborough, Massachusetts) war ein US-amerikanischer Jurist und Politiker. Er vertrat zwischen 1843 und 1845 sowie zwischen 1851 und 1853 den Bundesstaat New York im US-Repräsentantenhaus.

## Werdegang
David Lowrey Seymour wurde Anfang des 19. Jahrhunderts in Wethersfield geboren und wuchs dort auf. Er schloss seine Vorstudien ab. Dann ging er auf das Yale College, wo er 1826 seinen Abschluss machte. Zwischen 1828 und 1830 war er dort als Tutor tätig. Er studierte Jura. Seine Zulassung als Anwalt erhielt er 1829 und begann dann in Troy zu praktizieren. Er saß 1836 in der New York State Assembly. Am 14. Oktober 1839 wurde er Bezirksstaatsanwalt im Rensselaer County – eine Stellung, die er bis zum 14. Oktober 1842 innehatte. Er war 1839 als Master am New York Court of Chancery tätig. Politisch gehörte er der Demokratischen Partei an.
Bei den Kongresswahlen des Jahres 1842 für den 28. Kongress wurde Seymour im zwölften Wahlbezirk von New York in das US-Repräsentantenhaus in Washington, D.C. gewählt, wo er nach dem 4. März 1843 die Nachfolge von Bernard Blair antrat. Im Jahr 1844 erlitt er bei seiner Wiederwahlkandidatur eine Niederlage und schied nach dem 3. März 1845 aus dem Kongress aus. Als Kongressabgeordneter hatte er den Vorsitz über das Committee on Revolutionary Pensions. Er kandidierte dann für den 32. Kongress. Nach einer erfolgreichen Wahl trat er am 4. März 1851 die Nachfolge von Gideon Reynolds an. Im Jahr 1852 erlitt er bei seiner erneuten Kandidatur eine Niederlage und schied nach dem 3. März 1853 aus dem Kongress aus. Als Kongressabgeordneter hatte er den Vorsitz über das Committee on Commerce.
Nach seiner Kongresszeit ging er wieder seiner Tätigkeit als Anwalt nach. Im Jahr 1858 kandidierte er erfolglos für den 36. Kongress. Er nahm 1867 als Delegierter an der verfassunggebenden Versammlung von New York teil. Am 11. Oktober 1867 verstarb er in Lanesborough und wurde dann auf dem Mount Ida Cemetery in Troy beigesetzt.